# David Mistrafović
David Mistrafović (Luzern, 25 mei 2001) is een Zwitsers profvoetballer van Kroatisch afkomst die als middenvelder speelde en hij speelt nu bij NK Varaždin. 

## Carrière
Mistrafović is geboren in Luzern maar is ook in het bezit van een Kroatisch paspoort.  Mistrafović begon te voetballen in de jeugd bij FC Emmen en FC Luzern. Op 1 juli 2019 tekent hij een profcontract bij FC Luzern. Hij werd verhuurd aan SC Kriens tot met eind van het seizoen. Op 23 juli 2021 werd verhuurperiode met 1 seizoen verlengd. 
Op 22 juni 2022 tekent hij zijn contract bij Helmond Sport tot de zomer van 2025 met een optie tot nog een jaar.  Op 16 september 2022 in de thuiswedstrijd tegen FC Dordrecht maakte Mistrafović zijn debuut voor Helmond Sport. Hij kwam in de 99e minuut als invaller voor Martijn Kaars en hij won de wedstrijd met 2-1. 
Op 23 augustus 2023 tekende hij een contract bij Kroatisch voetbalclub NK Varaždin.

## Statistieken
| Seizoen                     | Club           | Land           | Competitie     | Competitie | Competitie | Beker | Beker | Totaal | Totaal |
| Seizoen                     | Club           | Land           | Competitie     | Wed.       | Dlp.       | Wed.  | Dlp.  | Wed.   | Dlp.   |
| --------------------------- | -------------- | -------------- | -------------- | ---------- | ---------- | ----- | ----- | ------ | ------ |
| 2022/23                     | Helmond Sport  | Nederland      | Eerste Divisie | 12         | 0          | 1     | 0     | 13     | 0      |
| Carrièretotaal              | Carrièretotaal | Carrièretotaal | Carrièretotaal | 12         | 0          | 1     | 0     | 13     | 0      |
| Bijgewerkt t/m 19 juni 2023 |                |                |                |            |            |       |       |        |        |

## Interlands

### Zwitserland onder 15
Op 28 mei 2016 maakte Mistrafović zijn debuut tegen Wales onder 15. Zwitserland won de wedstrijd met 1-2. Op 24 juni 2016 speelde hij zijn tweede interland tegen Hongarije onder 15 deze wedstrijd werd verloren met 0-1. 
| Interlands van David Mistrafović voor Zwitserland onder 15 | Interlands van David Mistrafović voor Zwitserland onder 15 | Interlands van David Mistrafović voor Zwitserland onder 15 | Interlands van David Mistrafović voor Zwitserland onder 15 | Interlands van David Mistrafović voor Zwitserland onder 15 | Interlands van David Mistrafović voor Zwitserland onder 15 | Interlands van David Mistrafović voor Zwitserland onder 15 |
| №                                                          | Datum                                                      | Wedstrijd                                                  | Uitslag                                                    | Competitie                                                 | Goals                                                      | Assists                                                    |
| ---------------------------------------------------------- | ---------------------------------------------------------- | ---------------------------------------------------------- | ---------------------------------------------------------- | ---------------------------------------------------------- | ---------------------------------------------------------- | ---------------------------------------------------------- |
| 1.                                                         | 28 mei 2016                                                | Zwitserland onder 15 – Hongarije onder 15                  | 1 – 1                                                      | Vriendschappelijk                                          | 0                                                          | 0                                                          |
| 2.                                                         | 24 juni 2016                                               | Zwitserland onder 15 – Wales onder 15                      | 0 – 2                                                      | Vriendschappelijk                                          | 0                                                          | 0                                                          |

### Zwitserland onder 17
Op 28 mei 2016 maakte Mistrafović zijn debuut tegen Griekenland onder 17. Zwitserland speelde gelijk de wedstrijd met 1-1. 
| Interlands van David Mistrafović voor Zwitserland onder 17 | Interlands van David Mistrafović voor Zwitserland onder 17 | Interlands van David Mistrafović voor Zwitserland onder 17 | Interlands van David Mistrafović voor Zwitserland onder 17 | Interlands van David Mistrafović voor Zwitserland onder 17 | Interlands van David Mistrafović voor Zwitserland onder 17 | Interlands van David Mistrafović voor Zwitserland onder 17 |
| №                                                          | Datum                                                      | Wedstrijd                                                  | Uitslag                                                    | Competitie                                                 | Goals                                                      | Assists                                                    |
| ---------------------------------------------------------- | ---------------------------------------------------------- | ---------------------------------------------------------- | ---------------------------------------------------------- | ---------------------------------------------------------- | ---------------------------------------------------------- | ---------------------------------------------------------- |
| 1.                                                         | 28 september 2017                                          | Zwitserland onder 17 – Griekenland onder 17                | 1 – 1                                                      | Vriendschappelijk                                          | 0                                                          | 0                                                          |
| 2.                                                         | 1 november 2017                                            | Zwitserland onder 17 – België onder 17                     | 0 – 2                                                      | Europakampioenschap 2017 Kwalificatie                      | 0                                                          | 0                                                          |

### Zwitserland onder 18
Op 26 maart 2018 maakte Mistrafović zijn debuut tegen Estland onder 18. Zwitserland verloor de wedstrijd met 0-1. 
| Interlands van David Mistrafović voor Zwitserland onder 18 | Interlands van David Mistrafović voor Zwitserland onder 18 | Interlands van David Mistrafović voor Zwitserland onder 18 | Interlands van David Mistrafović voor Zwitserland onder 18 | Interlands van David Mistrafović voor Zwitserland onder 18 | Interlands van David Mistrafović voor Zwitserland onder 18 | Interlands van David Mistrafović voor Zwitserland onder 18 |
| №                                                          | Datum                                                      | Wedstrijd                                                  | Uitslag                                                    | Competitie                                                 | Goals                                                      | Assists                                                    |
| ---------------------------------------------------------- | ---------------------------------------------------------- | ---------------------------------------------------------- | ---------------------------------------------------------- | ---------------------------------------------------------- | ---------------------------------------------------------- | ---------------------------------------------------------- |
| 1.                                                         | 26 maart 2018                                              | Zwitserland onder 18 – Estland onder 18                    | 0 – 1                                                      | Vriendschappelijk                                          | 0                                                          | 0                                                          |

### Zwitserland onder 19
Op 5 september 2019 maakte Mistrafović zijn debuut tegen Tsjechië onder 19. Zwitserland won de wedstrijd met 2-0. 
| Interlands van David Mistrafović voor Zwitserland onder 19 | Interlands van David Mistrafović voor Zwitserland onder 19 | Interlands van David Mistrafović voor Zwitserland onder 19 | Interlands van David Mistrafović voor Zwitserland onder 19 | Interlands van David Mistrafović voor Zwitserland onder 19 | Interlands van David Mistrafović voor Zwitserland onder 19 | Interlands van David Mistrafović voor Zwitserland onder 19 |
| №                                                          | Datum                                                      | Wedstrijd                                                  | Uitslag                                                    | Competitie                                                 | Goals                                                      | Assists                                                    |
| ---------------------------------------------------------- | ---------------------------------------------------------- | ---------------------------------------------------------- | ---------------------------------------------------------- | ---------------------------------------------------------- | ---------------------------------------------------------- | ---------------------------------------------------------- |
| 1.                                                         | 5 september 2019                                           | Zwitserland onder 19 – Tsjechië onder 19                   | 2 – 0                                                      | Vriendschappelijk                                          | 0                                                          | 0                                                          |
| 2.                                                         | 9 september 2019                                           | Italië onder 19 – Zwitserland onder 19                     | 2 – 1                                                      | Vriendschappelijk                                          | 0                                                          | 0                                                          |
| 3.                                                         | 8 oktober 2019                                             | Slovenië onder 19 – Zwitserland onder 19                   | 3 – 1                                                      | Vriendschappelijk                                          | 0                                                          | 0                                                          |
| 4.                                                         | 10 oktober 2019                                            | Slovenië onder 19 – Zwitserland onder 19                   | 1 – 2                                                      | Vriendschappelijk                                          | 0                                                          | 0                                                          |
| 5.                                                         | 14 november 2019                                           | Zwitserland onder 19 – Ierland onder 19                    | 2 – 1                                                      | Europakampioen 2019 kwalificatie                           | 0                                                          | 0                                                          |
| 6.                                                         | 16 november 2019                                           | Oostenrijk onder 19 – Zwitserland onder 19                 | 2 – 1                                                      | Europakampioen 2019 kwalificatie                           | 0                                                          | 0                                                          |
| 7.                                                         | 19 november 2019                                           | Gibraltar onder 19 – Zwitserland onder 19                  | 1 – 16                                                     | Europakampioen 2019 kwalificatie                           | 0                                                          | 0                                                          |
| 8.                                                         | 12 februari 2020                                           | Italië onder 19 – Zwitserland onder 19                     | 0 – 0                                                      | Vriendschappelijk                                          | 0                                                          | 0                                                          |

### Zwitserland onder 20
Op 7 oktober 2020 maakte Mistrafović zijn debuut tegen Duitsland onder 20. Zwisterland verloor de wedstrijd met 3-1. 
| Interlands van David Mistrafović voor Zwitserland onder 20 | Interlands van David Mistrafović voor Zwitserland onder 20 | Interlands van David Mistrafović voor Zwitserland onder 20 | Interlands van David Mistrafović voor Zwitserland onder 20 | Interlands van David Mistrafović voor Zwitserland onder 20 | Interlands van David Mistrafović voor Zwitserland onder 20 | Interlands van David Mistrafović voor Zwitserland onder 20 |
| №                                                          | Datum                                                      | Wedstrijd                                                  | Uitslag                                                    | Competitie                                                 | Goals                                                      | Assists                                                    |
| ---------------------------------------------------------- | ---------------------------------------------------------- | ---------------------------------------------------------- | ---------------------------------------------------------- | ---------------------------------------------------------- | ---------------------------------------------------------- | ---------------------------------------------------------- |
| 1.                                                         | 7 oktober 2020                                             | Duitsland onder 20 – Zwitserland onder 20                  | 3 – 1                                                      | Vriendschappelijk                                          | 0                                                          | 0                                                          |